# Phyllolabis seniorwhitei
Phyllolabis seniorwhitei är en tvåvingeart som beskrevs av Alexander 1961. Phyllolabis seniorwhitei ingår i släktet Phyllolabis och familjen småharkrankar. Inga underarter finns listade i Catalogue of Life.